# Християнство на Закарпатті
Згідно з археологічними та письмовими джерелами на територію сучасного Закарпаття християнство прийшло ще до того, як воно було офіційно прийнято Київською Руссю.
Більшість дослідників (І. Базилович, М. Лучкай, архімандрит Василій (Пронін) та ін.) пов'язують поширення християнства грецького обряду з іменами святих Кирила і Мефодія або, принаймні, їх учнів.

## Перші монастирі
Деякі угорські джерела свідчать про те, що, коли угри прийшли в Паннонію, місцеве слов'янське населення мало єпископство. На думку архімандрита Василія (Проніна), учні святих Кирила і Мефодія, змушені були залишити Сазавскій монастир та чеські землі, тому поклали початок Угольському монастирю. Свідченням того, що в Закарпатті мав поширення грецький обряд, є діяльність Георгія, Єфрема та Мойсея Угринів при дворі київських князів Бориса і Гліба.
В ті часи місцями, де процвітали духовність і освіта, були монастирі.
Відомі також гіпотези про існування монастиря не тільки в Угольці, але і в Грушеві.
Жаткович: «після відходу татар Грушевські ченці скаржилися угорському королю Бейлі IV про втрату документів та грамот на землеволодіння».
Щодо монастиря в Мукачеві документи відносять до 1360-го року.

## Церковна юрисдикція
Це питання вважається дискусійним, адже є погляди на існування на Закарпатті двох центрів церковної влади — в Мукачеві та в Грушеві. У середині XV століття в Мукачеві згадується пресвітер Лука, який міг виконувати єпископські функції, підпорядковуючись Сербському митрополиту. Відома також грамота Константинопольського патріарха Антонія від 1391 про надання Грушевському монастирю ставропігії. У 1491 році в Мукачеві згадується єпископ Іоанн, який прагнув поширити свій вплив на всю територію Закарпаття.

## Православ'я на Закарпатті
Розквіт православ'я на Закарпатті пов'язують з діяльністю подільського князя з роду Гедимінів — Федора Коріятовича. Князь розбудував Мукачівський монастир і передав йому у володіння декілька сіл зі свого маєтку; він сприяв розвитку освіти і культури в краї.